# Cystopteris tasmanica
Cystopteris tasmanica là một loài dương xỉ trong họ Cystopteridaceae. Loài này được Hook. mô tả khoa học đầu tiên..
Danh pháp khoa học của loài này chưa được làm sáng tỏ. 